# Ernest Gevers
Ernest Jules Henri Jean Marie Gevers (* 28. August 1891 in Antwerpen; † 1965) war ein belgischer Degenfechter.

## Erfolge
Ernest Gevers nahm an zwei Olympischen Spielen teil: 1920 erreichte er in Antwerpen mit der Mannschaft die Finalrunde, in der sie sich lediglich Italien geschlagen geben musste. Gemeinsam mit Paul Anspach, Victor Boin, Joseph De Craecker, Maurice de Wée, Félix Goblet d’Alviella, Philippe Le Hardy de Beaulieu, Fernand de Montigny und Léon Tom gewann er somit die Silbermedaille. In der Einzelkonkurrenz verpasste er als Viertplatzierter knapp einen weiteren Medaillengewinn. Bei den Olympischen Spielen 1924 in Paris wiederholte er im Mannschaftswettbewerb den Erfolg, als er mit der belgischen Equipe diesmal hinter Frankreich erneut den zweiten Rang belegte. Neben Paul Anspach, Joseph De Craecker, Charles Delporte, Fernand de Montigny und Léon Tom gewann Gevers eine weitere Silbermedaille. Das Einzel schloss er auf Rang zwölf ab.